# 1988年夏季奥林匹克运动会足球比赛
1988年夏季奥林匹克运动会足球比赛于1988年在韩国举行。决赛于1988年10月1日在首爾奧林匹克主競技場举行。

## 场地
| 奧林匹克主競技場 | 釜山运动场       |
| Capacity: 69,950 | Capacity: 30,000 |
|                  |                  |
| 大邱             | 大田             |
| 大邱市民运动场   | 大田综合运动场   |
| Capacity: 23,278 | Capacity: 30,000 |
|                  |                  |
| 首爾             | 光州             |
| 東大門運動場     | 光州无等竞技场   |
| Capacity: 26,383 | Capacity: 30,000 |
|                  |                  |

## 奖牌榜
| 金牌 | 銀牌 | 銅牌 |

|-
|style="width:14em"|  苏联（URS）
Aleksandr Borodyuk
Oleksiy Cherednyk
Igor Dobrovolski
Sergei Fokin (footballer)
Sergei Gorlukovich
Arvydas Janonis
Gela Ketashvili
Dmitri Kharine
Yevgeni Kuznetsov (footballer born 1961)
Viktor Losev
Vladimir Liuty
阿列克谢·米哈伊利琴科
阿尔米纳斯·纳尔贝科瓦斯
Igor Ponomaryov
Yury Savichev
Igor Sklyarov
Vladimir Tatarchuk
Yevgeny Yarovenko
Alexei Prudnikov
Vadym Tyshchenko
|style="width:14em"|  巴西（BRA）
阿德米尔
阿洛伊西奥
安德拉德
Batista
白必圖
卡雷卡
安德烈·克鲁斯
埃德马尔
Geovani
若昂·保罗
佐真奴
Milton
内图
罗马里奥
克劳迪奥·塔法雷尔
路易斯·卡洛斯·温克
Ricardo Gomes
马齐尼奥
瓦尔多·菲略
Zé Carlos
|style="width:14em"|  西德（FRG）
鲁迪·博默尔
霍尔格·法赫
沃尔夫冈·丰克尔
阿明·格尔茨
Roland Grahammer
托马斯·黑斯勒
托马斯·赫斯特
奥拉夫·扬森
乌韦·坎普斯
格哈德·克莱平格
尤尔根·克林斯曼
弗兰克·米尔
卡爾-海因茨·里德爾
克里斯蒂安·施赖埃尔
米夏埃尔·舒尔茨
拉尔夫·西弗斯
弗里茨·瓦尔特
沃尔弗拉姆·武特克
奥利弗·雷克
贡纳尔·绍尔
|}